# Cochranella
A Cochranella (Centrolenidae) a kétéltűek (Amphibia) osztályába és  a békák (Anura) rendjébe és az üvegbékafélék (Centrolenidae) családjába tartozó nem. Képviselőire jellemző a lebenyezett máj, és, hogy a hímeknek nincs humerus tüskéjük.
A korábban ide sorolt fajok mintegy harmada a Nymphargus nembe került át. A Centrolene és Hyalinobatrachium nemmel is átfedéseket képez, utóbbiból több fajt soroltak át ide.
A nemzetséget gazdagító fajok felfedezése folyamatosan zajlik.

## Rendszerezés
A nembe az alábbi fajok tartoznak:
- Cochranella erminea Torres-Gastello, Suárez-Segovia & Cisneros-Heredia, 2007
- Cochranella euknemos (Savage & Starrett, 1967)
- Cochranella granulosa (Taylor, 1949)
- Cochranella guayasamini Twomey, Delia & Castroviejo-Fisher, 2014
- Cochranella litoralis (Ruiz-Carranza & Lynch, 1996)
- Cochranella mache Guayasamin & Bonaccorso, 2004
- Cochranella nola Harvey, 1996
- Cochranella resplendens (Lynch & Duellman, 1973)